# Драгољуб Црнчевић Црнке
Драгољуб Црнчевић Црнке (29. јул 1956 — 16. март 2024) био је српски и југословенски блуз музичар. 

## Биографија
Основао је бенд Dr. Project Point Blank Blues Band.
На Црнчевићевом албуму „Гитарологија” гостовали су неки од најзначајнијих музичара српске и некадашње југословенске блуз и рок сцене.
Био је почасни члан Удружења рок музичара Србије.
Сматрао је да је Блуз живот, зато ће заувек опстати.

## Дискографија
Са Dr. Project Point Blank Blues Band

### Студијски албуми
- , 1984 (ПГП-РТБ)[5]
- , 1985, (ПГП-РТБ)
- Јужњачка Утеха, 1991
- , 1997 (Идеја)
- , 2001 (ИТММ)
- , 2003 (ПГП-РТС)
- 7, 2006 (ПГП-РТС)
- , 2008
- , 2012
- , 2015 (ПГП-РТС)

### Живи албуми
- Живот у затвору (ДВД), 2006 (ПГП-РТС), снимак концерта у затвору Сремска Митровица

### Са другим музичарима
- , 2002 (ИТММ)